# The Woman in the Wall
The Woman in the Wall é uma série dramática de mistério em seis episódios criada por Joe Murtagh e estrelada por Ruth Wilson e Daryl McCormack. Estreou em 27 de agosto de 2023 na BBC One.

## Sinopse
Lorna (Wilson) acorda e encontra o cadáver de uma mulher em sua casa. Lorna tem uma longa história de sonambulismo baseado em trauma que remonta ao tempo que passou no polêmico Asilo de Madalena, na Irlanda.

## Elenco
- Ruth Wilson como Lorna Brady 
  - Abby Fitz como Lorna jovem
- Daryl McCormack como Detetive Colman Akande
  - Nicolas Nunes de Souza como Colman jovem
- Simon Delaney como Sargento Aidan Massey
- Philippa Dunne como  Niamh
- Mark Huberman como  Michael Kearney
- Hilda Fay como  Amy Kane
- Frances Tomelty como Irmã Eileen
  - Aoibhinn McGinnity como Irmã Eileen jovem
- Dermot Crowley como James Coyle
- Caoimhe Farren como Clemence Tooley
  - Ciara Stell como Clemence jovem
- Cillian Lenaghan como Conor Skelly
- Stephen Brennan como Padre Percy Sheehan
  - Michael O'Kelly como Padre Percy jovem
- Liam Heslin como Luke Drennan
- Lynn Rafferty como Anna
- Chizzy Akudolu como Lola Akande
- Eimear Morrissey como Superintendente Louise Byrne
- Charles Abomeli como Tayo Akande
- Helen Roche como Peggy
- Anne Kent como Deirdre
- Fiona Bell como Aoife
  - Orla Gaffney como Aoife Cassidy jovem
- Ardal O'Hanlon como Dara
- Aisling O'Neill como Sra. Moran